# العلاقات البريطانية الكولومبية
العلاقات البريطانية الكولومبية هي العلاقات الثنائية التي تجمع بين المملكة المتحدة وكولومبيا.

## خلفية
يكمن اهتمام المملكة المتحدة الرئيسي في كولومبيا في حماية البيئة، واهتمام كولومبيا في الأولى بالاستثمار المالي المباشر، والمساعدة العسكرية، وإنتاج الغاز. يبلغ حجم التجارة الثنائية حاليًا مليار جنيه إسترليني.

## تاريخ
بدأت الاتصالات المبكرة بالمنطقة المعروفة اليوم باسم كولومبيا مع القوات الاستكشافية المحدودة لقرصنة إليزابيث الأولى التفويضية في القرن السادس عشر، وأشهرها خلال البحث عن مدينة إل دورادو الاسطورية. اقتصر النشاط البحري البريطاني والاستكشاف والتجارة حتى الحقبة الحديثة المبكرة على المناوشات في البحر الكاريبي مثل معركة سان خوان دي أولوا (1568)؛ والتي أدت إلى الحرب الإنجليزية الإسبانية (1585-1604) وغيرها من الحروب الإنجليزية الإسبانية المتعاقبة في المنطقة.
بدأ اهتمام البريطانيين بقارة أمريكا الجنوبية بحلول القرن السابع عشر بسبب هذه المنافسات التجارية والبحرية مع إسبانيا؛ فحارب البريطانيون إسبانيا بسبب صراع إقليمي أوروبي مؤديًا ذلك إلى هزيمتهم في حرب إذن جينكنز (1739 حتى 1748) )؛ مما أدى إلى انسحاب البريطانيين لتركيز الجهود البحرية على حروبهم في أمريكا الشمالية (1775-1783) مسببًا ذلك الحرب الإنجليزية الإسبانية في الأمريكتين (1779-1783). أصبح النشاط البحري البريطاني في أواخر تسعينيات القرن التاسع عشر أكثر عدوانية؛ وبدأ في اكتساب أراضي في منطقة البحر الكاريبي لتمكين التجارة البريطانية الأكبر في المنطقة. عززت بريطانيا في ذلك الوقت أيضًا مصلحتها ضد إسبانيا. كان المجلس العسكري الإسباني الأمريكي في كاراكاس أول مجلس عسكري ينخرط في المجال الدبلوماسي لاكتساب علاقات مع بريطانيا العظمى سعيًا للحصول على الاستقلال.
سافر سيمون بوليفار إلى لندن مع لويس لوبيز مينديز وأندريس بيو في يونيو عام 1810 ليشرح لوزارة الخارجية البريطانية سبب قطع المجلس العسكري لكاراكاس العلاقات مع النظام الملكي الإسباني؛ وطلب الحماية البحرية والدبلوماسية البريطانية ولكن السفير الإسباني أشرك وزارة الخارجية البريطانية لإبعاد بوليفار على أساس عدم امتلاك الأخير أي قدرة دبلوماسية للمطالبة بالحكم الذاتي في ذلك الوقت.
عاد بوليفار بدلاً من ذلك إلى فنزويلا وبقيت حاشيته في سمرز تاون بلندن؛ ولم يُنجزوا المزيد في أنشطتهم بعدها بسبب تذبذب وعدم استقرار الأحزاب والدول التي يمثلونها؛ ولم يرتفع رصيد قضيتهم عبر نظرة البريطانيين المتقلبة إلى الولايات الفنزويلية الأولى على أنها غير مستقرة للغاية، ولم يوضع تقديم الدعم لهم بعين الاعتبار. بدأ مسؤولو كولومبيا وغرينادا في التجارة مع المسؤولين الاستعماريين البريطانيين في منطقة البحر الكاريبي في محاولة للحصول على مساعدة بريطانية، وفشلوا في جذب أي مساعدات كبيرة. زادت التجارة البحرية المحلية بين مسؤولي البحرية البريطانية الكاريبية وفنزويلا وغرينادا الجديدة، ودخلت مجال النفوذ البريطاني.
أرسلت مقاطعة غرينادا الجديدة خوسيه ماريا ديل ريل كمبعوث إلى لندن من أجل الدعم البريطاني ضد التدخل العسكري الإسباني بحلول عام 1814؛ ولكن بريطانيا لم تعترف على الفور بممثلي الدول الجديدة؛ وذلك كجزء من تكتيكات التأخير الطويلة من جانب البريطانيين بسبب هزيمة نابليون وعودة فرناندو السابع؛ ورفضت طلبات الجنرال الإسباني موريللو للمساعدة البريطانية ضد الهجوم الإسباني في عام 1815. أعلنت نفسها دومينيونًا بريطانيًا، ولكن رُفِض الطلب في النهاية وعادت تحت السيطرة الإسبانية بحلول عام 1816. تراسل بوليفار، المنفي في جامايكا في عام 1815، مع ريتشارد ويليسلي طالبًا الدعم العسكري ضد إسبانيا، وتعرض ذلك للتجاهل بناءً على السياسة الخارجية لوزير الخارجية البريطاني السيد كاستليري، والذي كان يهدف إلى الحفاظ على السلام بين الفرنسيين والإسبان والقوى الأوروبية بعد نهج ثابت جيد سار عليه صانعو السياسة الخارجية البريطانيين فيما يتعلق بأمريكا الجنوبية بعد انتهاء الحروب النابليونية؛ والتي بلغت ذروتها أثناء التحالف الكبير (1814-1815) والتي دعمت فرنسا إسبانيا بموجبها في الاحتفاظ بمستعمراتها الأمريكية، فدعم كاستيلري دعم بريطانيا للحكم الإسباني في الأمريكتين. بدأ مينديز في ذلك الوقت تقريبًا في تجنيد الجيوش البريطانية الجديدة؛ وتضمنت أكثر من 7000 عسكري إيرلندي وإنكليزي سابق فُصِلوا بعد انتهاء الحروب النابليونية من الذين ذهبوا للنضال من أجل الاستقلال الكولومبي.
استمرت الحكومة البريطانية على الورق في دعم إسبانيا في القنوات الرسمية، باستثناء عدد من السياسيين الليبراليين، وذهب التأييد العام البريطاني مع الوطنيين الكولومبيين وتفضيل الضغط على الحكومة لفتح أسواق تجارية جديدة مع هذه المجموعات الأمريكية الإسبانية المشكلة حديثًا في عام 1817 و1818. غير كاستليري موقفه لصالح الاستقلال الكولومبي بحلول عام 1822 في مؤتمر فيرونا، بعد انضمام بريطانيا لدراسة المسألة الغربية؛ وذلك بسبب العلاقات المتذبذبة حول الإمبراطورية الفرنسية ومصالحها وعلاقات القوة مع الإمبراطورية الإسبانية. اعترفت المملكة المتحدة تحت قيادة جورج كانينغ في نهاية المطاف بالدولة الكولومبية في عام 1825؛ وذلك مع استقلال العديد من المستعمرات الإسبانية مثل المكسيك وبيرو بين عامي 1817-1821؛ ونجاح جيوش البوليفار في شمال أمريكا الجنوبية وفي عام 1824 مع توقيع اتفاقية التجارة بين الولايات المتحدة وكولومبيا.
جاء التجار البريطانيون في النصف الأخير من القرن التاسع عشر إلى المنطقة من أجل القهوة التي عادت حينها مصدر استيراد مهم. بدأ التجار الإنجليز والحكومة الكولومبية باستثمار السفن البخارية والقطارات البخارية بين عامي 1870-1890 لنقل البضائع مثل الموز والتبغ والقهوة والواردات الأوروبية؛ والتي أثبتت أنها تخلق مجتمعًا مزدهرًا من المغتربين البريطانيين في كولومبيا وتنتشر عبر أمريكا الجنوبية. سيطر مجتمع المغتربين البريطانيين لاحقًا على جزء من السكك الحديدية في كولومبيا مثل خط سكة حديد غرينادا، والسكك الحديدية الكولومبية الشمالية، وخط سكة حديد بوغوتا الجنوبية بحلول عام 1906، وذلك مع عودة جميع خطوط السكك الحديدية إلى الملكية الكولومبية بحلول ثلاثينيات القرن العشرين.

## مقارنة بين البلدين
هذه مقارنة عامة ومرجعية للدولتين:
| وجه المقارنة                                              | المملكة المتحدة                 | كولومبيا        |
| --------------------------------------------------------- | ------------------------------- | --------------- |
| المساحة (كم2)                                             | 242.50 ألف                      | 1.14 مليون      |
| عدد السكان (نسمة)                                         | 66.02 مليون                     | 49.07 مليون     |
| الكثافة السكانية (ن./كم²)                                 | 272.25                          | 43.04           |
| العاصمة                                                   | لندن                            | بوغوتا          |
| اللغة الرسمية                                             | لغة إنجليزية، اللغة الويلزية    | اللغة الإسبانية |
| العملة                                                    | جنيه إسترليني                   | بيزو كولومبي    |
| الناتج المحلي الإجمالي (بليون دولار)                      | 2.62 تريليون                    | 309.19 مليار    |
| الناتج المحلي الإجمالي (تعادل القوة الشرائية) بليون دولار | 2.72 تريليون                    | 724.96 مليار    |
| الناتج المحلي الإجمالي الاسمي للفرد دولار أمريكي          | 43.88 ألف                       | 7.60 ألف        |
| الناتج المحلي الإجمالي للفرد دولار أمريكي                 | 40.23 ألف                       | 13.36 ألف       |
| مؤشر التنمية البشرية                                      | 0.907                           | 0.720           |
| رمز المكالمات الدولي                                      | +44                             | +57             |
| رمز الإنترنت                                              | .uk، .gb                        | .co             |
| المنطقة الزمنية                                           | توقيت غرينيتش، توقيت غرب أوروبا | 00              |

## مدن متوأمة
في ما يلي قائمة باتفاقيات التوأمة بين مدن بريطانية وكولومبية:
- ترتبط برايتون مع كالي باتفاقية توأمة.
- ترتبط لندن مع بوغوتا باتفاقية توأمة منذ 2015.[19][19][19][19]

## منظمات دولية مشتركة
يشترك البلدان في عضوية مجموعة من المنظمات الدولية، منها:
| علم المنظمة | اسم المنظمة                               | تاريخ انضمام المملكة المتحدة | تاريخ انضمام كولومبيا |
| ----------- | ----------------------------------------- | ---------------------------- | --------------------- |
|             | المنظمة الهيدروغرافية الدولية             | ?                            | ?                     |
|             | مؤسسة التنمية الدولية                     | 24 سبتمبر 1960               | 16 يونيو 1961         |
|             | حلف شمال الأطلسي                          | 4 أبريل 1949                 | ?                     |
|             | يونسكو                                    | 4 نوفمبر 1946                | 31 أكتوبر 1947        |
|             | بنك التنمية الكاريبي ‏                     | ?                            | ?                     |
|             | مؤسسة التمويل الدولية                     | 20 يوليو 1956                | 20 يوليو 1956         |
|             | منظمة الشرطة الجنائية الدولية             | ?                            | ?                     |
|             | منظمة التجارة العالمية                    | 1995                         | ?                     |
|             | الاتحاد الدولي للاتصالات                  | 24 فبراير 1871               | 25 أغسطس 1914         |
|             | المركز الدولي لتسوية المنازعات الاستشارية | 18 يناير 1967                | 14 أغسطس 1997         |
|             | منظمة حظر الأسلحة الكيميائية              | ?                            | ?                     |
|             | الأمم المتحدة                             | 24 أكتوبر 1945               | 5 نوفمبر 1945         |
|             | وكالة ضمان الاستثمار متعدد الأطراف        | 12 أبريل 1988                | 30 نوفمبر 1995        |
|             | البنك الدولي للإنشاء والتعمير             | 27 ديسمبر 1945               | 24 ديسمبر 1946        |
|             | الاتحاد البريدي العالمي                   | ?                            | ?                     |
|             | الفريق المعني برصد الأرض                  | ?                            | ?                     |

## أعلام
هذه قائمة لبعض الشخصيات التي تربطها علاقات بالبلدين:
- ألفونسو لوبيز (سياسي كولومبي، 31 يناير 1886[28] – 20 نوفمبر 1959[28])
- ألفونسو لوبيز كاباييرو (17 أغسطس 1944 – )
- جيلبرت ماكريث (19 أكتوبر 1892 – 11 يناير 1962)
- خوان بابلو غامبوا (ممثل كولومبي، 24 نوفمبر 1966 – )
- خوليو سيزار تورباي أيالا (18 يونيو 1916[29][30][31] – 13 سبتمبر 2005[29][30][31])
- ريتشارد آلفين نيلسون (دبلوماسي من المملكة المتحدة، 9 يوليو 1937 – 6 يونيو 1997)
- فيرجيليو باركو فارغاس (17 سبتمبر 1921[32] – 20 مايو 1997[32])

## وصلات خارجية
- موقع وزارة الخارجية البريطانية